# Garábi apátság
A garábi apátságot még 1179 előtt alapították a Kökényes-Radnót nemzetség tagjai.

## Története
A Nógrádban, az Ipoly mentén fekvő apátságot 1179-ben III. Sándor prépost oklevele sorolta fel Regia Vallis (Riéval) apátság tartozékai közt, tehát még 1179 előtt épülhetett. Ez az oklevél a premontreiek magyarországi jelenlétére utaló első hiteles forrás. Az oklevél szerint Garábot a premontreiek Mikodinus fehérvári préposttól kapták, örököseinek hozzájárulásával, aki Párizsban tanult, és valószínűleg még ott ismerkedett meg a premontrei renddel.
A Garábi monostor 1234-ben Jászó filiája volt.
1265-ben Garáb a Szent Hubertről czímzett itteni premontrei rendű monostor birtoka volt.
1279-ben egy oklevél szerint a prépost szükségből eladta a prépostság Kecskéd nevű földjét, melyhez a Kökényes-Radnót nemzetség tagjainak: Imrének és Mikudnak (a monostor kegyurainak) a beleegyezését kérte.
1436-ban a konvent kihalt, birtokát a sághi (Ipolyság) prépostság kapta meg a királytól.
1688-ban a besztercebányai jezsuitáké lett, akik a Szent Alajos kápolnát építették.  majd 1777-ben a rozsnyói káptalané lett. A kápolnát 1788-ban felújították, majd 1804-ben újjáépítették.
1920-ban leégett, ekkor tornya is felújításra került.